# Skeie
Skeie är den enda tätorten i Hægebostads kommun i Agder fylke i södra Norge. Orten ligger vid fylkesväg 42, på östra sidan av sjön Lygne.